# Provinciale weg 604
De provinciale weg 604 (N604) is een voormalige provinciale weg in Noord-Brabant. De weg bestaat uit twee rijstroken lopend tussen Gemert (vanaf de aansluiting met de N272) naar Deurne waar de weg aansluit op de N270.
De weg loopt door een aantal dorpskernen: Gemert, Mortel, Bakel, Deurne. De maximumsnelheid bedraagt binnen de dorpskernen 30 of 50 kilometer per uur. Buiten de dorpskernen bedraagt de maximumsnelheid 80 kilometer per uur. Op het tracé zijn enkele kruispunten of rotonde's terug te vinden waardoor het verkeer goed door blijft stromen. Het gedeelte van de weg dat tussen Bakel en Deurne loopt heeft de straatnaam Oldert en wordt verder op Bakelseweg, verder draagt het ook de namen: Overschot, Auerschootseweg, Schoolstraat, Gemertseweg, Neerstraat, Kivitsbraak, Bakelseweg en Zandstraat. Het gedeelte van de weg dat tussen de Mortel en Bakel loopt heeft de straatnaam Neerstraat en Gemertseweg. Het gedeelte van de weg tussen Gemert en de Mortel heeft de straatnaam Boekent, Zandstraat en De Stap.

## Maximumsnelheid

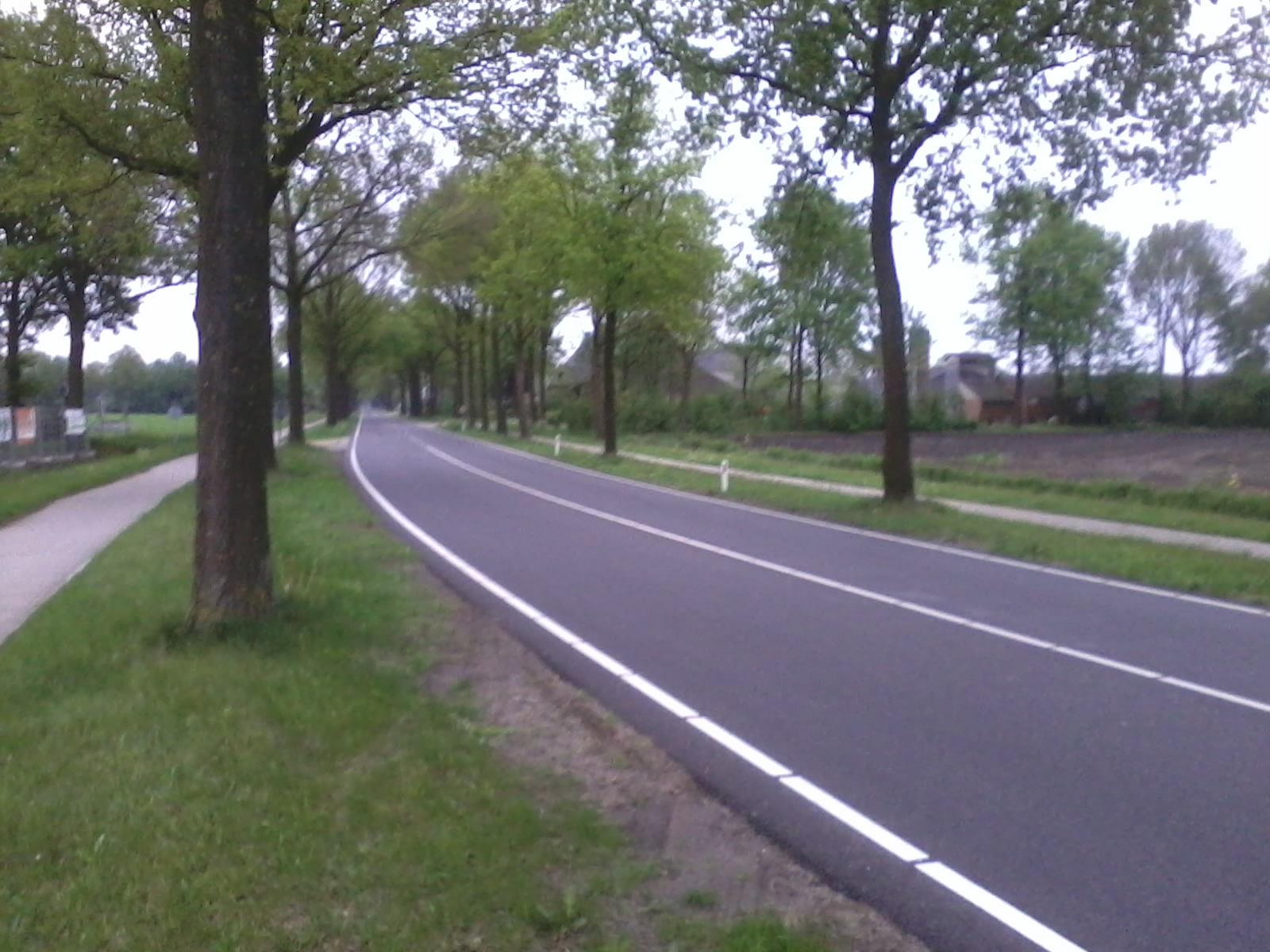
Vernieuwd gedeelte van de N604

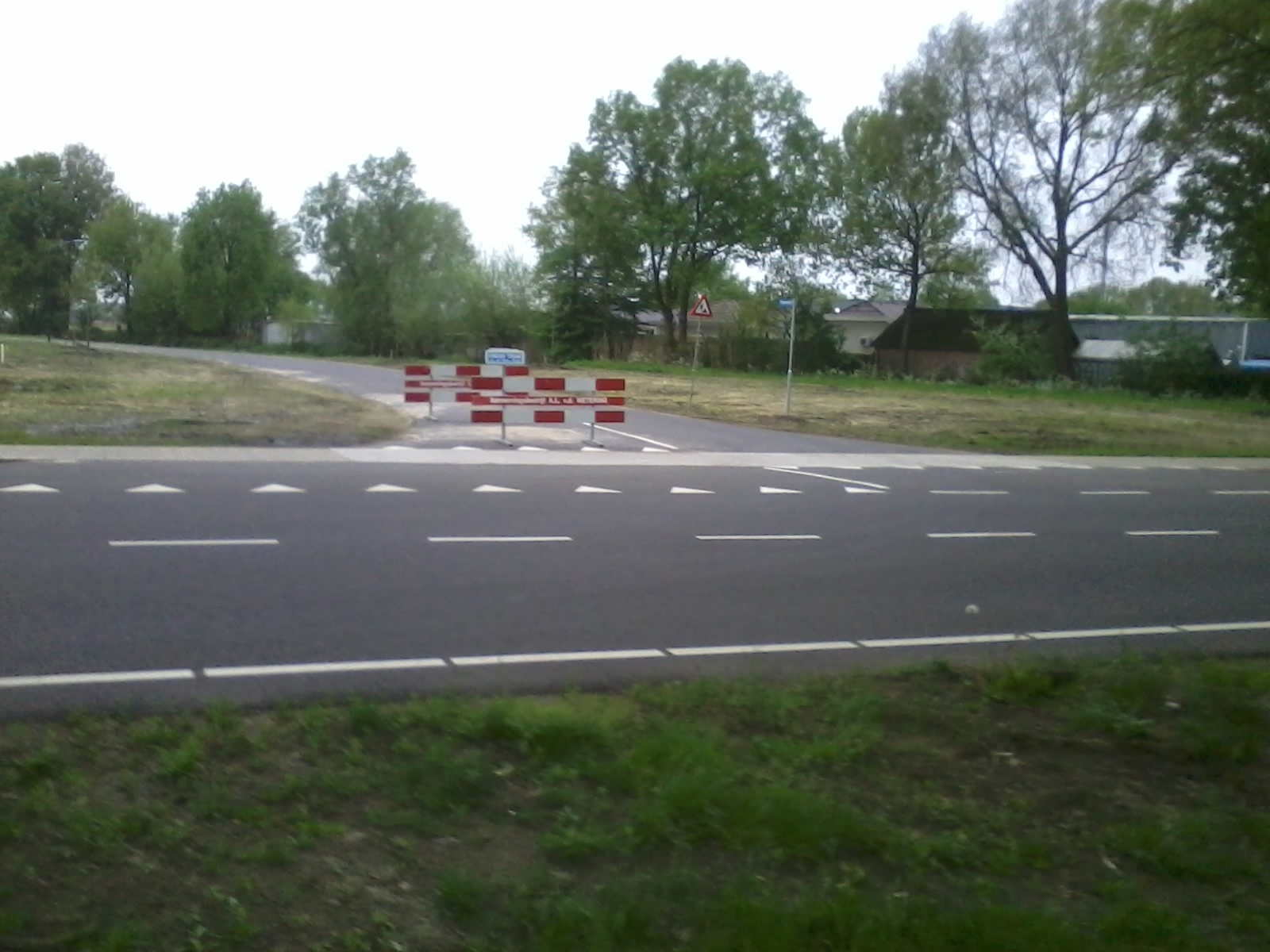
De oprit (Papenrijt) naar het toekomstige bedrijventerrein Neerakker

| Van                      | Naar                     | Vmax    | Opmerkingen                                                                                     |
| ------------------------ | ------------------------ | ------- | ----------------------------------------------------------------------------------------------- |
| Gemert                   | bebouwde kom De Mortel   | 30 km/h | De komborden zijn aansluitend geplaatst                                                         |
| De Mortel                | bebouwde kom Bakel       | 80 km/h | Bij de eerste 200m vanaf de bebouwde kom in De Mortel naar Bakel geldt een snelheid van 60 km/h |
| bebouwde kom Bakel       | rotonde centrum Bakel    | 30 km/h |                                                                                                 |
| rotonde centrum Bakel    | einde bebouwde kom Bakel | 30 km/h |                                                                                                 |
| einde bebouwde kom Bakel | bebouwde kom Deurne      | 80 km/h |                                                                                                 |
| bebouwde kom Deurne      | -                        | 50 km/h | Aansluiting op de                                                                               |

## Herinrichting

### 2010
Eind 2010 heeft gemeente Gemert-Bakel laten weten dat de N604 de komende jaren veranderingen zal ondergaan. Op de eerste plaats worden stukken weg vernieuwd vanwege gaten of scheuren in het wegdek. Ten tweede wordt er een oplossing gezocht voor het verkeer dat met veel te hoge snelheden over de weg rijdt. Een optie was om de weg iets smaller te maken of obstakels te plaatsen bijvoorbeeld drempels. Ook zijn er problemen met fietsers en voetgangers die willen oversteken, de weg loopt dwars door het centrum van Bakel gelegen aan een basisschool waar het gevaarlijk is om op sommige punten over te steken. Verderop wordt vanwege de komst van het nieuwe bedrijventerrein een nieuwe rotonde aangelegd waardoor de stroming van het verkeer later soepeler verloopt.

### 2011
Intussen is besloten door de gemeente vanaf het einde bebouwde kom Bakel tot aan de gemeentegrens Deurne nieuw wegdek te leggen waar de snelheid 80 km/h blijft. De bomen langs deze weg blijven staan omdat nieuwe bomen en planten te veel in de kosten zou snijden. Het weggedeelte tussen Bakel en Deurne zal tussen 19 september 2011 en 7 oktober 2011 aangepakt worden. (De bovenvermeldde data zijn niet meer van toepassing, de plannen zijn uitgevoerd).

### 2012
Binnen de bebouwde kom van Bakel vinden de herinrichtingsplannen plaats vanaf 1 mei 2012. De werkzaamheden duurde tot de geplande datum 13 juli, maar duurde nog enkele dagen langer in verband met het slechte weer. In de bebouwde kom van Bakel worden dan de rijbanen gescheiden door middel van een middengeleider, waar bij beide rijbanen 2,60 meter worden. In de bebouwde kom van Bakel wordt ook geld gereserveerd voor extra groen, denken aan bomen en struiken. Als de werkzaamheden klaar zijn wordt in de toekomst 1,1 miljoen euro opzij gezet voor het weggedeelte tussen Bakel en De Mortel. In de week van 24 januari 2012 werden informatieavonden georganiseerd omtrent het herinrichtingsgedeelte van de weg binnen de bebouwde kom.

## Rijstrookconfiguratie

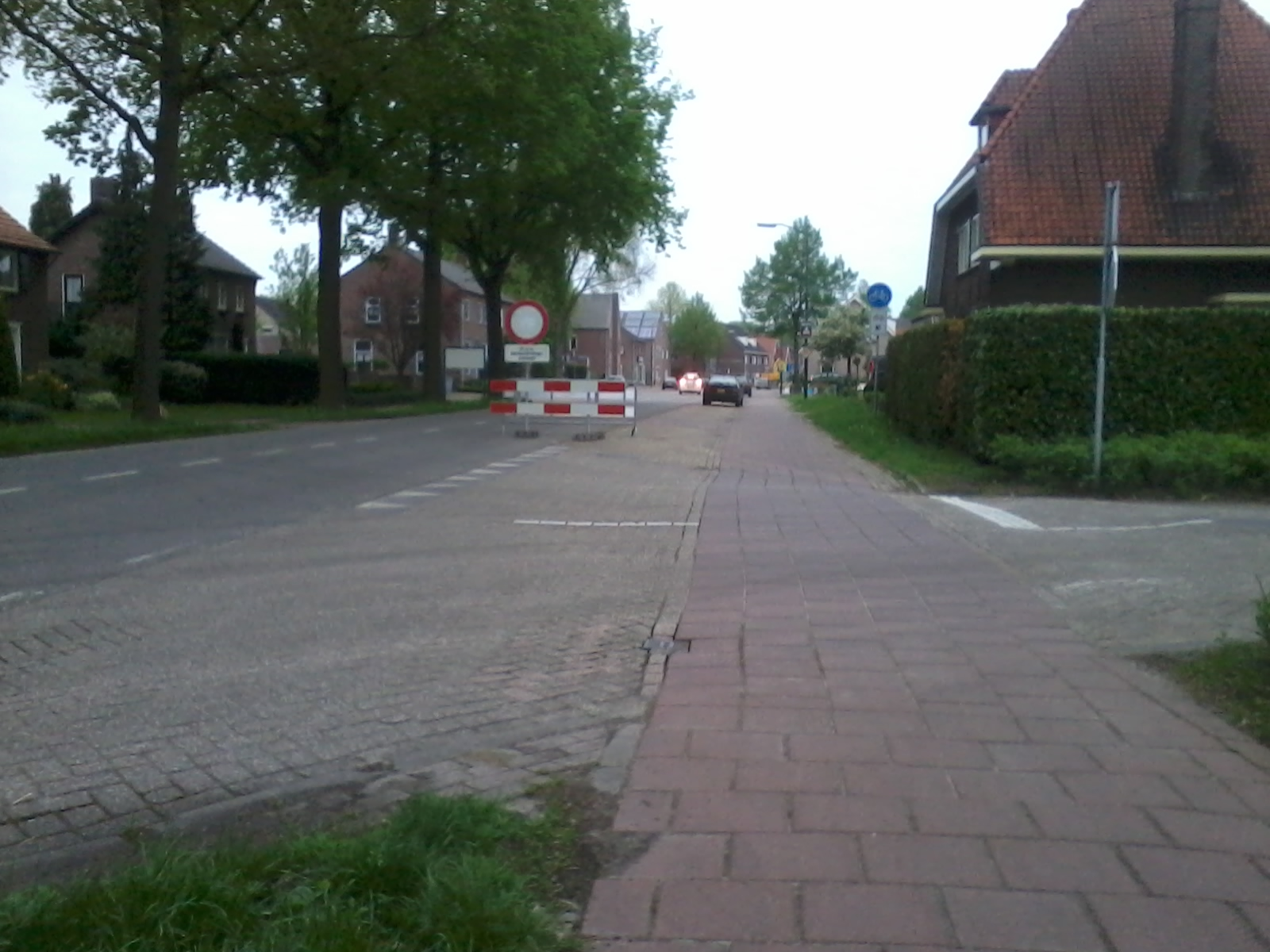
Wegafsluiting van de N604 voor de vernieuwing van het weggedeelte in de bebouwdekom van Bakel

| Van       | Naar   | Rijstroken |
| --------- | ------ | ---------- |
| De Mortel | Deurne | 1x2        |